# 寺田三郎兵衛
寺田 三郎兵衛（てらだ さぶろべえ、旧姓・川上、前名・豊通、1879年〈明治12年〉1月16日 - 没年不明）は、日本の商人（稲元屋、呉服商）。神奈川県多額納税者。

## 人物
神奈川県高座郡藤沢町（現藤沢市）出身。川上九兵衛の長男。1892年、寺田満重の養子となり1917年、前名・豊通を改め1921年、家督を相続した。
稲元屋と称し、呉服商を営み、県下の多額納税者であった。貴族院多額納税者議員選挙の互選資格を有した。住所は藤沢。

## 家族・親族
寺田家
旧稲元屋呉服店は初代寺田三郎兵衛が弘化2年に創業、昭和初期には「湘南の三越」ともいわれていた。
- 養父・満重[2][5]（三郎兵衛、1854年 - ?、藤沢銀行専務取締役[7]）
- 妻・マン（1878年 - ?、養父・満重の長女）[2][5]
- 養子・琳造（1903年 - ?、二女・祺子の夫、高橋儀三郎の七男[2]、あるいは六男[4][5]）
- 二女・祺子（1907年 - ?）[2]
- 三女、四女[2][5]
- 孫[4][5]